# Peter Dowling
Peter James Dowling est un homme politique australien. Il est membre du Parti national libéral de l'Assemblée législative du Queensland de 2009 à 2015, et représente l'électorat de Redlands.

## Biographie
Peter James Dowling est né le 12 août 1961 à Leicester, en Angleterre. Il commence sa carrière comme ouvrier, peintre, décorateur et représentant des ventes avant de s'engager en politique.
En 2000, il est élu au conseil municipal de Redland pour représenter la division 4, qui comprend Victoria Point et Coochiemudlo Island. Il est ainsi adjoint au maire de 2006 à 2008. En 2009, il est élu à l'Assemblée législative du Queensland en tant que membre du Parti libéral national pour Redlands, battant le député travailliste John English.
En août 2013, Peter James Dowling se retire de la présidence du Comité d'éthique parlementaire après la révélation d'envoi de sextos à sa maitresse,. Après le départ de sa femme Helen, Peter James Dowling tente un retour en politique en se présentant au siège de Redlands en tant qu'indépendant pour les élections d'État de 2017, sans succès.